# Gmina związkowa Dierdorf
Gmina związkowa Dierdorf (niem. Verbandsgemeinde Dierdorf) – gmina związkowa w Niemczech, w kraju związkowym Nadrenia-Palatynat, w powiecie Neuwied. Siedziba gminy związkowej znajduje się w mieście Dierdorf.

## Podział administracyjny
Gmina związkowa zrzesza sześć gmin, w tym jedną gminę miejską (Stadt) oraz pięć gmin wiejskich:
1. Dierdorf
2. Großmaischeid
3. Isenburg
4. Kleinmaischeid
5. Marienhausen
6. Stebach